# オマリ・ムーア
オマリ・ムーア（Omari Moore、2000年9月18日 - ）は、アメリカ合衆国カリフォルニア州パサデナ出身のプロバスケットボール選手。NBAのミルウォーキー・バックスに所属している。ポジションはシューティングガードまたはポイントガード。

## 経歴

### ミルウォーキー・バックス
2023年7月5日にミルウォーキー・バックスとツーウェイ契約を締結した。